# نيسان بولسار
نيسان بولسار هي سيارة من إنتاج شركة نيسان موتورز.

## معرض صور

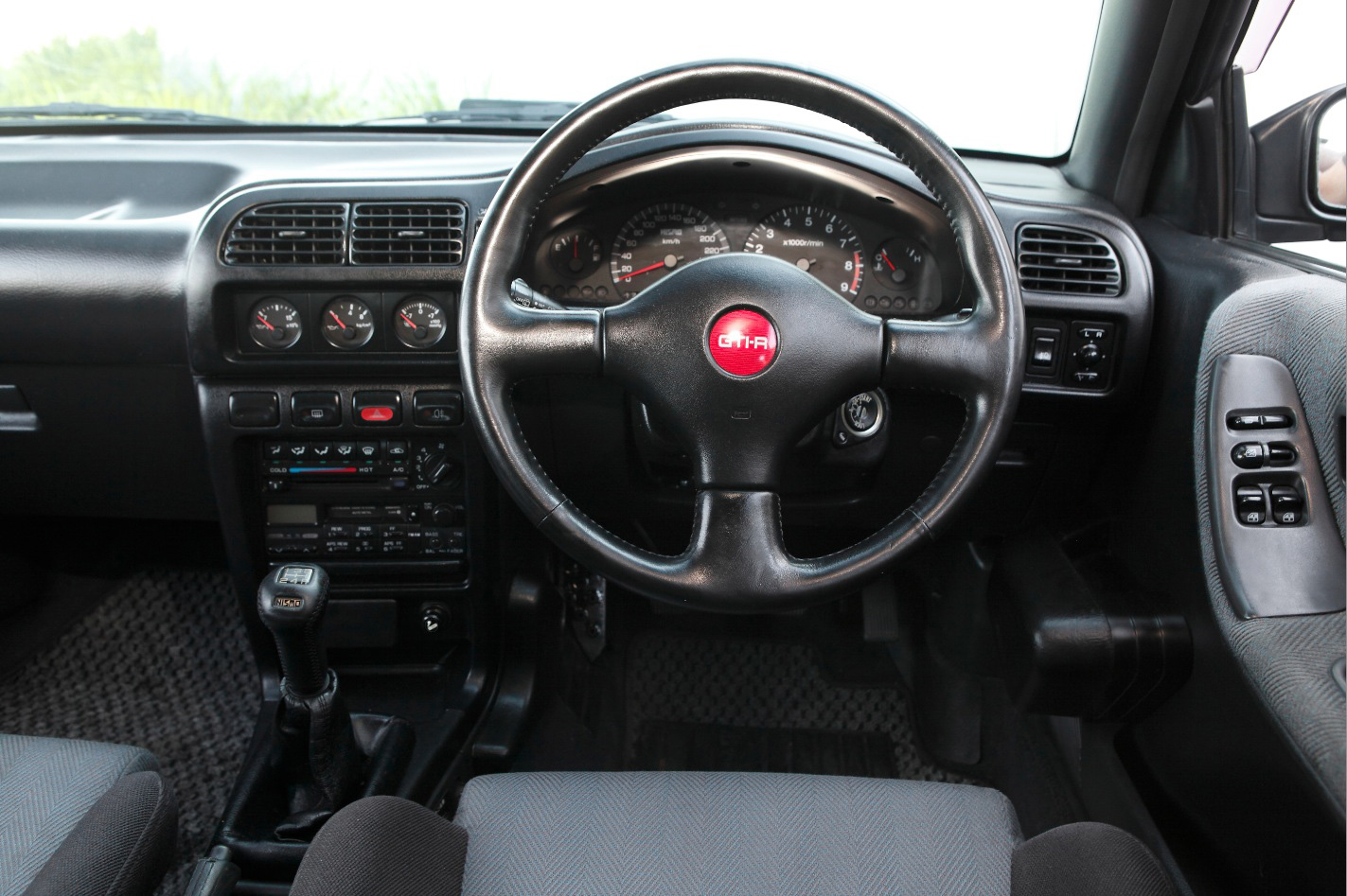
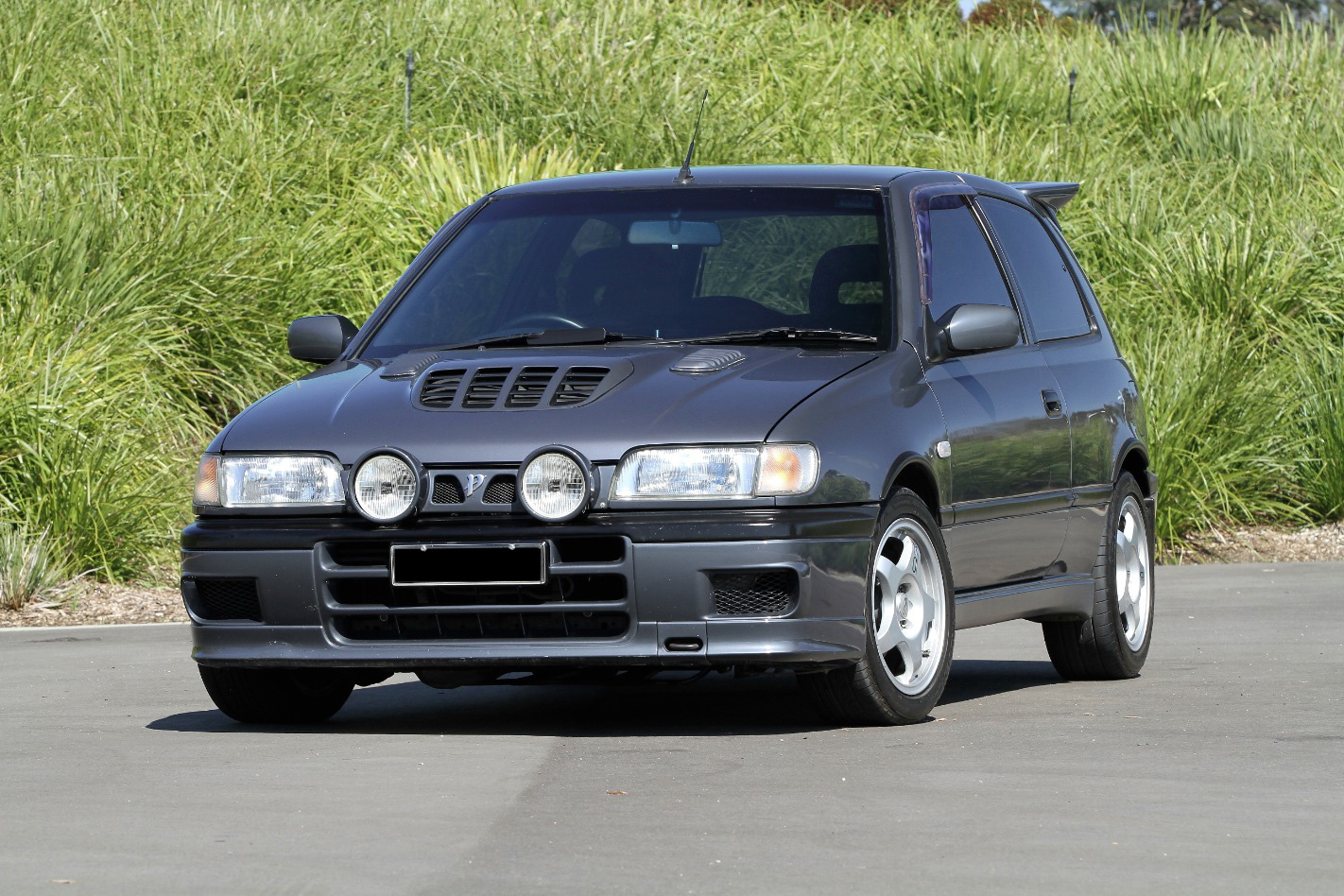
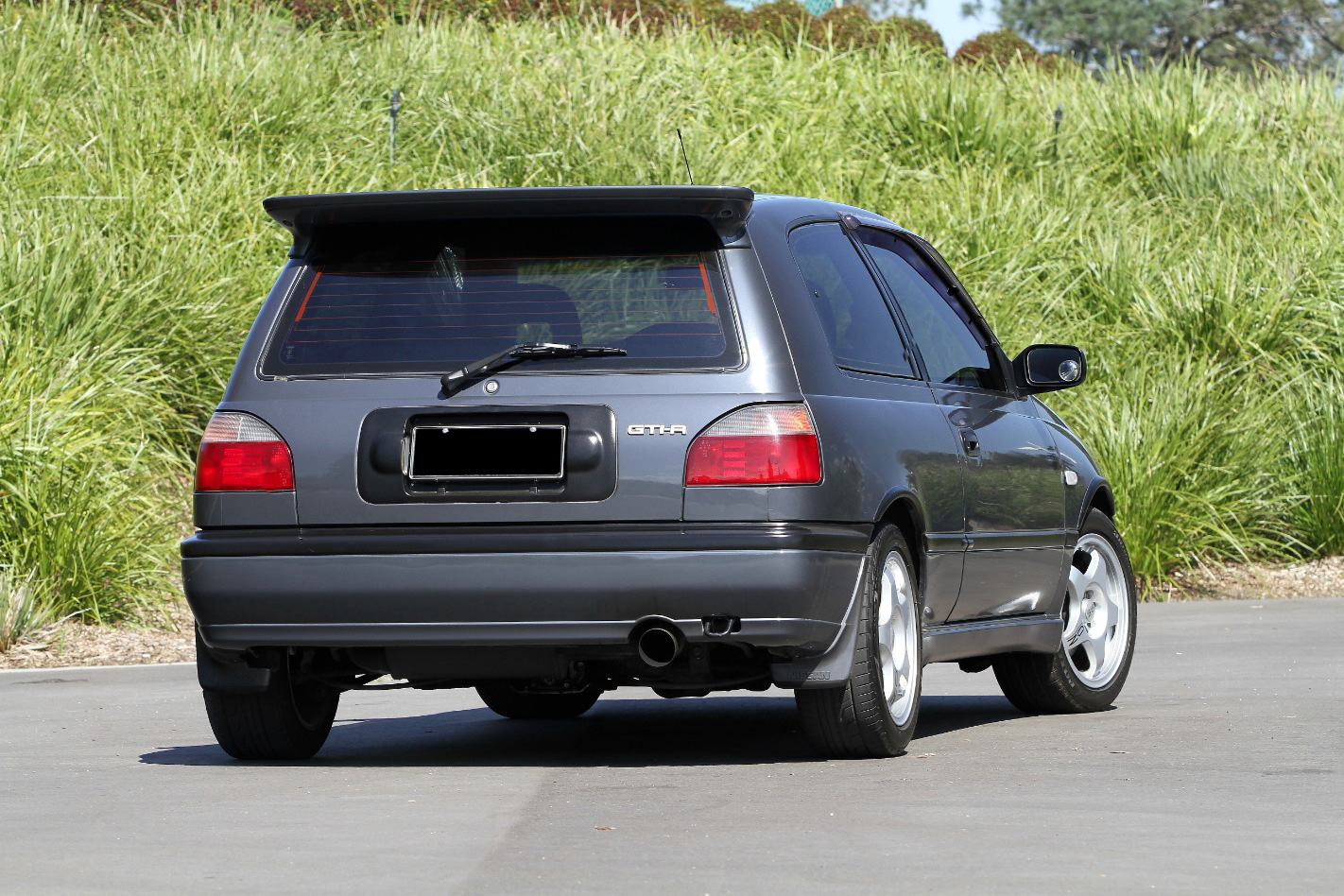
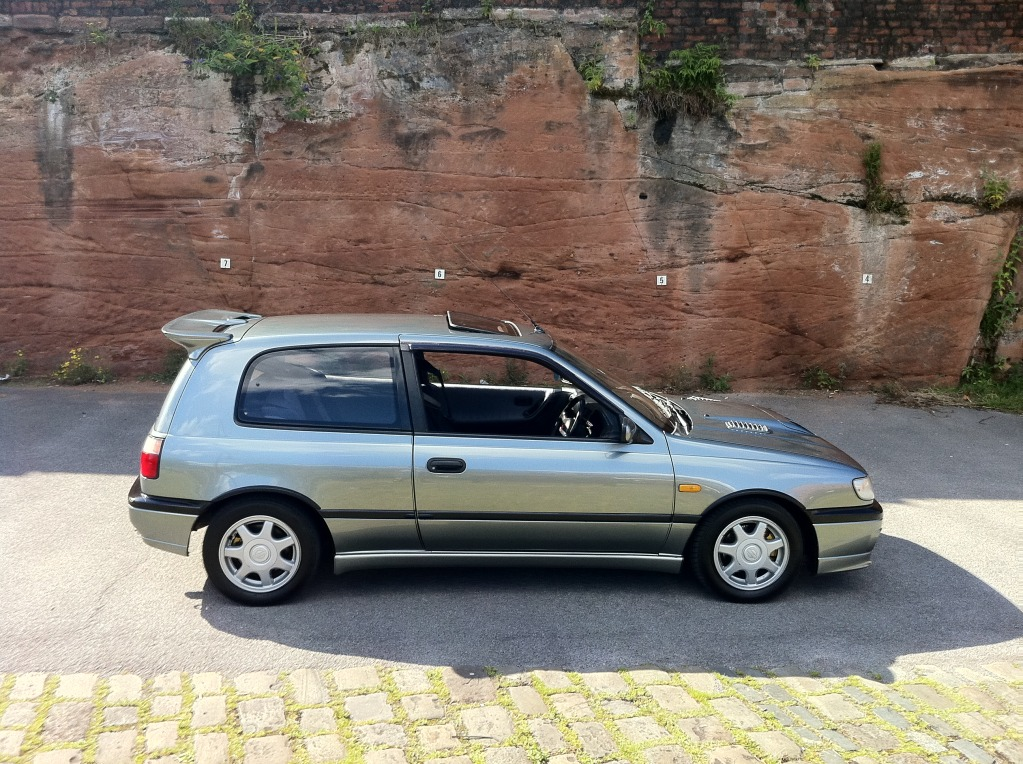
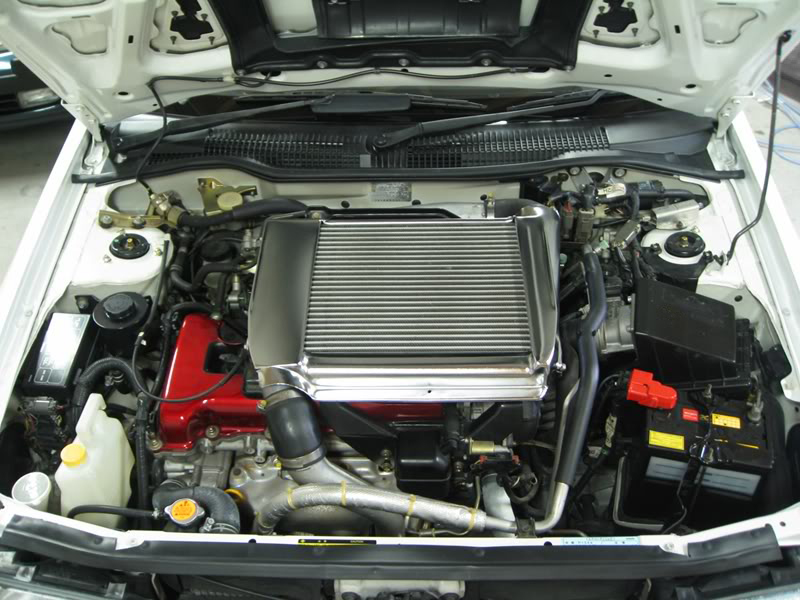